# LynxOS
LynxOS — Unix-подобная операционная система реального времени, разработанная для встраиваемых систем, совместимая со стандартами POSIX и, в последнее время, с операционной системой Linux. LynxOS используется преимущественно в авиации, системах управления промышленными процессами и в области телекоммуникаций.

## История
Первые версии LynxOS были написаны в 1986 году в Далласе, штат Техас, Митчеллом Баннеллом и предназначались для специально изготовленного компьютера на базе Motorola 68010. Первой платформой, на которой работала LynxOS, была Atari 1040ST с кросс-разработкой, выполненной на машине Integrated Solutions UNIX. В 1988-1989 годах LynxOS была перенесена на архитектуру Intel 80386. Примерно в 1989 году была добавлена совместимость ABI с System V.3. Затем последовала совместимость с другими операционными системами, включая Linux.
Полная поддержка модуля управления памятью была включена в ядро с 1989 года для надежности защищенной памяти и преимуществ производительности виртуальных адресов. Архитектура PowerPC также поддерживается, и в феврале 2015 года Lynx объявила о запланированной поддержке семейства ARM Cortex A.
Компоненты LynxOS рассчитаны на абсолютный детерминизм (жесткая производительность в реальном времени), что означает, что они реагируют в течение известного периода времени. Предсказуемое время отклика гарантируется даже при интенсивном вводе-выводе благодаря уникальной модели многопоточности ядра, которая позволяет чрезвычайно коротким и быстрым программам обработки прерываний.
В 2003 году компания Lynx представила специализированную версию LynxOS под названием LynxOS-178, специально предназначенную для использования в авиационном оборудовании, требующем сертификации в соответствии со стандартами отрасли, такими как DO-178B. В конце 2022 года в сертифицированный стек разработки для LynxOS-178 добавлен язык программирования Rust и специализированное ядро LynxElement.
Группа новостей Usenet comp.os.lynx посвящена обсуждению LynxOS.